# Ulea
Ulea – gmina w Hiszpanii, w prowincji Murcja, w Murcji, o powierzchni 40,04 km². W 2011 roku gmina liczyła 926 mieszkańców.